# Tipula (Vestiplex) scripta hartigi
Tipula (Vestiplex) scripta hartigi is een ondersoort van de tweevleugelige Tipula (Vestiplex) scripta uit de familie langpootmuggen (Tipulidae). De ondersoort komt voor in het Palearctisch gebied.